# 銭瓶峠
銭瓶峠（ぜにがめとうげ）は、静岡県下田市と賀茂郡南伊豆町の境に位置する国道136号・静岡県道16号下田石廊松崎線の峠である。標高は約45m。

## 伝説
昔、朝日の長者と坂の長者という二人の領主がこのあたりにいた。「朝日照る夕陽輝く木の下の岩の真下の石の箱開けば黄金千杯朱千杯」といい伝えられ長者の莫大な宝が埋められているとうわさされていた。朱千杯の方は坂の長者の屋敷から大きな瓶が掘り出されて、その瓶を川で洗ったところ、瓶から出た朱が川から海に流れ、川の水も海の水もまっかに染まってそれが速く神子元島にまで及んだといわれている。残された謎の「黄金千杯」の瓶は日当りのよい大木のあるどこかにあるに相違ないと、探した人もいたようであるが、発見はされていない。黄金の入った瓶がこのあたりに埋められているとして銭瓶峠と名づけられたとされる。

## 近隣施設
峠の南伊豆町側に「ふれあい南伊豆ホスピタル（旧：南伊豆病院）」がある。

## 交通
公共交通機関では、西伊豆東海バスの下田駅‐石廊崎・下賀茂線が通り、峠の下田市側に「銭瓶峠」停留所がある。